# 4-й Рощинский проезд
Четвёртый Ро́щинский прое́зд — проезд, расположенный в Южном административном округе города Москвы на территории Даниловского и Донского районов.

## История
Согласно книге «История Москвы», в середине XVII века территория, на которой расположен проезд, принадлежала Данилову монастырю. К середине XVIII века территория будущего проезда входила в состав села Даниловское. На одной из карт середины XIX века эта территория уже именована как Даниловская слобода. На изданной в 1895 году карте Суворина уже можно проследить очертания проезда (без названия и за границами города), на карте 1904 года (Кудрявцева) он обозначен как 1-й проезд, а на картах 1912 года — как Четвёртый Михайловский проезд и уже находится внутри таможенной границы Москвы. На картах 1925 года проезд вновь именуется просто 1-й проезд. На плане Москвы 1928 года проезд указан на его нынешнем месте, но носит название улица Новая Заря, что было связано с планировавшейся постройкой на этой улице жилых домов для работников и служащих фабрики «Новая заря» (современная улица Новая Заря располагается перпендикулярно 4-му Рощинскому проезду, примыкая к нему с запада). Современное название проезд получил 10 октября 1929 года по существовавшей здесь в XVIII—XIX веках Орловой роще, которая принадлежала графам Орловым.
Согласно Яну Рачинскому, первоначально — Огородный проезд, с 1922 года — Мурашкин переулок, с 1925 года — улица Новая Заря, с 1929 года носит нынешнее название, а название Новая Заря в том же году было передано соседней улице.

## Расположение
4-й Рощинский проезд проходит на юг от улицы Серпуховский Вал, к нему примыкают с востока 2-я Рощинская улица, с запада — улица Новая Заря, затем с востока — 3-я Рощинская улица и 1-й Нижний Михайловский проезд. Далее 4-й Рощинский проезд поворачивает на юго-восток, пересекает Духовской переулок, проходит под Третьим транспортным кольцом и, объединяясь с Малой Тульской улицей, продолжается как Загородное шоссе. Нумерация домов начинается от улицы Серпуховский Вал. Большей своей частью (от 2-й Рощинской улицы до ТТК) улица является трамвайной — занята трамвайными путями (см. ниже), за исключением отрезка от 2-й Рощинской улицы до улицы Серпуховский вал, автомобильное движение по которому одностороннее — только в сторону улицы Серпуховский вал (по состоянию на начало 2018го года).

## Транспорт

### Трамвай
- 26:  Университет —  Октябрьская
- 38: Черёмушки — 3-я Владимирская улица

### Ближайшие станции метро
- Станция метро «Тульская» Серпуховско-Тимирязевской линии — восточнее проезда, между Большой Тульской улицей и Большим Староданиловским, Холодильным и 1-м Тульским переулками

### Железнодорожный транспорт
- Платформа «Тульская» Павелецкого направления МЖД — юго-восточнее проезда, вблизи развязки Третьего транспортного кольца и Варшавского шоссе